# Влодовиці (Нижньосілезьке воєводство)
Влодовиці (пол. Włodowice, нім. Walditz) — село в Польщі, у гміні Нова Руда Клодзького повіту Нижньосілезького воєводства.
Населення — 728 осіб (2011).
У 1975-1998 роках село належало до Валбжиського воєводства.

## Демографія
Демографічна структура станом на 31 березня 2011 року:
|          | Загалом | Допрацездатний вік | Працездатний вік | Постпрацездатний вік |
| -------- | ------- | ------------------ | ---------------- | -------------------- |
| Чоловіки | 347     | 49                 | 261              | 37                   |
| Жінки    | 381     | 71                 | 218              | 92                   |
| Разом    | 728     | 120                | 479              | 129                  |